# Valsamoggia
Valsamoggia és un municipi italià, de la ciutat metropolitana de Bolonya dins de la regió d'Emília-Romanya. L'any 2016 tenia 30.606 habitants.
Es va crear l'1 de gener de 2014 amb la fusió dels municipis de Bazzano, Castello di Serravalle, Crespellano, Monteveglio i Savigno. La capital es troba a Bazzano.
La fusió es va decidir després del referèndum celebrat el 25 de novembre de 2012. Els ciutadans dels cinc municipis afectats van manifestar-se a favor d'una fusió amb una majoria del 51,5%, fins i tot a les ciutats de Bazzano i Savigno la majoria dels votants serà expressat en contra del projecte.
A Valsamoggia si disputa el Gran Premi Bruno Beghelli

## Referències

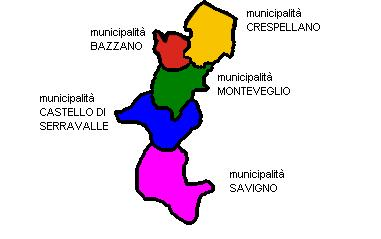
Els antics municipis que formen Valsamoggia